# 清水はる香
清水 はる香（しみず はるか、4月24日 - ）は、日本の女性声優。北海道出身。賢プロダクション所属。

## 略歴
日本最北端の村で生まれ育ち、学生時代には新聞配達とバレーボールに明け暮れていた。
スクールデュオ14期卒業生で、2014年4月1日から賢プロダクション所属となる。

## 人物
特技はバレーボール、北海道弁、料理。趣味は植物観察、筋トレ、 読書、『世界の車窓から』鑑賞、短歌を詠む、マッサージ。
見た目と声質からクールでアンニュイな人物だと思われがちだが、内面は明るく活動的。2020年に筋トレの才能が開花して以降、「健康的なボディメイク」を目標に日々トレーニングに励んでいる。

## 出演
太字はメインキャラクター。

### テレビアニメ
2014年
- ハナヤマタ（旅館の女将）
- パックワールド（2014年 - 2015年、パックワールドの住人、ゴーストパイレーツ、母親、老婆）

2015年
- 終わりのセラフ（香太）
- コンクリート・レボルティオ〜超人幻想〜（ドンの妻）
- アイカツ!（おばさん、おばあさん）

2017年
- 賭ケグルイ（2017年 - 2019年、熊楠）- 2シリーズ
- ボールルームへようこそ（アナウンサー）
- UQ HOLDER! 〜魔法先生ネギま!2〜（刀太の母）
- いぬやしき（ふみのの同僚）

2018年
- BEATLESS（女性職員A、キャスター、レポーター）
- 深夜!天才バカボン（ナレーション、若い女性）
- HUGっと!プリキュア（酒屋の奥さん）
- 青春ブタ野郎はバニーガール先輩の夢を見ない（司書、生徒）
- ジョジョの奇妙な冒険 黄金の風（愛人、老婆、女）

2019年
- サザエさん
- 魔法少女特殊戦あすか（担任、先生）
- PSYCHO-PASS サイコパス 3（アナウンス）

2021年
- 僕のヒーローアカデミア（2021年 - 2024年、トガの母親） - 2シリーズ

2022年
- ユーレイデコ（ランプ）

2024年
- 烏は主を選ばない（滝本）

2025年
- 謎解きはディナーのあとで（斉藤アヤ）

### 劇場アニメ
- BURN THE WITCH（2020年、サリバン・スクワイア[6]、女性）

### Webアニメ
- 異世界居酒屋〜古都アイテーリアの居酒屋のぶ〜（2018年、ヴォルフラム、客）

### ゲーム
2010年代
- あいこれ（2011年、黛七海）
- ハナヤマタ（2014年）
- 喧嘩番長6〜ソウル&ブラッド〜（2016年、ギャル、一般生徒、看護婦）
- マインクラフト:ストーリーモード シーズン2 (2017年、オリビア)
- エースコンバット7 スカイズアンノウン（2019年、ディアナ・マコニー少佐）

2020年代
- クイズRPG 魔法使いと黒猫のウィズ（2020年、ニュクス）
- タクティクスオウガ リボーン（2022年、モルドバ）
- ゼルダの伝説 ティアーズ オブ ザ キングダム（2023年）
- ファイナルファンタジーVII リバース（2024年）
- ドラゴンクエストX 未来への扉とまどろみの少女 オンライン（2024年、バトラエル）

### ドラマCD
- 二川くんは恋したい！（女子大生、主婦）
- 囀る鳥は羽ばたかない（ホステス、影山の母）

### ラジオドラマ
- ハイトップ（斎藤先生）

### 吹き替え

#### 担当女優
ナターシャ・リオン
- オレンジ・イズ・ニュー・ブラック（ニッキー・ニコルズ）
- 刑事ハンサム（フルール・スコザッリ刑事）
- ナイブズ・アウト: グラス・オニオン（本人）
- ロシアン・ドール: 謎のタイムループ（ナディア）

#### 映画
- アバター:ウェイ・オブ・ウォーター（ロナル〈ケイト・ウィンスレット〉[9]）
- ウィッシュンプーフ（ママ）
- ウィルソン
- ウォークラフト（ドゥラカ）
- 栄光のランナー/1936ベルリン
- エンドレス・エクソシズム（リサ〈スタナ・カティック〉）
- オールド・ナイブス（レイラ・マルーフ）
- 俺の過ち（ラファエラ〈マルタ・アサス〉）
- カンフー・ジャングル（シェン・シュエ）
- キャプテン・マーベル（女捜査官[10]）
- キング・アーサー
- キングのメッセージ（受付女性）
- グッド・オン・ペーパー
- CRAZY HEAD
- グランマ（看護師）
- グリーン・インフェルノ（サマンサ）
- クリスマス・カンパニー（アメリー〈ゴルシフテ・ファラハニ〉[11]）
- コヴェナント/約束の救出（キャロライン・キンリー〈エミリー・ビーチャム〉）
- コレット（ジョージー・ラオール＝デュヴァル〈エレノア・トムリンソン〉[12]）
- 最初に父が殺された（オンカー女性18）
- しあわせはどこにある（ジャミラ）
- 慈悲（メリッサ〈ケイトリン・フィッツジェラルド〉）
- シャチの見える灯台（マルティナ〈ゾーイ・ホックバウム〉）
- ジェラルドのゲーム（サリー）
- JUSTIFIED 俺の正義
- 女王陛下のお気に入り（メイ〈ジェニー・レインスフォード〉）
- スキャンダル
- ショコラ 〜君がいて、僕がいる〜（ジェミエ夫人）
- スノーデン（ジャナイン）
- スリー・ビルボード（パメラ〈ケリー・コンドン〉）
- ゾンビシャーク 感染鮫
- ダウントン・アビー（メアリー王女〈ケイト・フィリップス〉[13]）
- ダンジョンズ&ドラゴンズ/アウトローたちの誇り[14]
- チャーリーズ・エンジェル（ジェーン・カノ〈エラ・バリンスカ〉[15]）
- TENET テネット（キャサリン・“キャット”・バートン〈エリザベス・デビッキ〉[16]）
- デューン 砂の惑星PART2（キーパー[17]）
- ドクター・スリープ（ルーシー・ストーン〈ジョスリン・ドナヒュー〉[18]）
- トップガン マーヴェリック（サラ〈ジーン・ルイザ・ケリー〉[19]）
- トランスペアレント（ラクエル）
- ナイトスイム（イヴ・ウォラー〈ケリー・コンドン〉[20]）
- ナポレオン（ジョゼフィーヌ〈ヴァネッサ・カービー〉[21]）
- ハード・パニッシャー（ジェニー）
- ハイ・フライング・バード -目指せバスケの頂点-
- バディゲーム（ティファニー〈オリヴィア・マン））
- ハドソン川の奇跡（ローリー・サレンバーガー〈ローラ・リニー〉）※ザ・シネマ版
- パラダイス・アーミー（アニータ〈ロバータ・レイトン〉）※VOD版
- ハリウッド・スキャンダル（メイミー・マーフィー〈ヘイリー・ベネット〉）
- ブラッド・スローン（ローラ）
- フランクおじさん（キティ・ブレッドソー〈ジュディ・グリア〉）
- マーウェン（ロバータ〈メリット・ウェヴァー〉）
- ミッキー17（赤毛の女性[22]）
- ミッドウェイ（アン・ベスト〈マンディ・ムーア〉[23]）
- メカニック:ワールドミッション（メッセンジャー〈ラター・ポーガーム〉）
- MEG ザ・モンスター（ジャックス・ハード〈ルビー・ローズ〉[24]）
- モータルコンバット（アリソン〈ローラ・ブレント〉[25]）
- リズム・セクション（ステファニー・パトリック〈ブレイク・ライヴリー〉[26]）
- ロニートとエスティ 彼女たちの選択
- ワンス・アポン・ア・タイム・イン・ハリウッド（ビリー〈レベッカ・ゲイハート〉[27]）

#### ドラマ
- アウトキャスト
- アフェア 情事の行方（司会者 他）
- アンブレイカブル・キミー・シュミット（ディアドラ）
- ウエストワールド（アンジェラ〈タルラ・ライリー〉）
- ウェントワース女子刑務所
- ウォッチメン（ジューン〈ダニエル・デッドワイラー〉）
- ウォリアー（ペニー〈ジョアンナ・ヴァンダーハム〉）
- 「埋もれる殺意」〜26年の沈黙〜（キャス）
- エレメンタリー ホームズ&ワトソン in NY
- KAOS/カオス（リディ / エウリュディケ〈オーロラ・ペリノー〉）
- グレイズ・アナトミー14（ミーガン）
- シャープ・オブジェクツ（アイリーン）
- クォーリーと呼ばれた男（ジョニ・コンウェイ〈ジョディ・バルフォー〉）
- ザ・キリング3（キャロリン）
- サンズ・オブ・アナーキー（リタ）
- CSI:サイバー2
- ジ・アメリカンズ（ニーナ〈アネット・マヘンドル（英語版）〉）
- ジェントルマン・ジャック 紳士と呼ばれたレディ（エリザベス・コーディングリー〈ロージー・カヴァリエロ〉）
- ジャーナリスト事件簿 匿名の影（イヴォンヌ・ハウゲン）
- スタートレック:ディスカバリー（ケイラ・デトマー）
- タイムレス（エマ・ウィットモア〈アニー・ワーシング〉）
- 太陽の末裔
- ザ・ソサエティ（カサンドラ・プレスマン〈レイチェル・ケラー〉）
- THIS IS US/ディス・イズ・アス（アロヨ）
- DEVILS〜金融の悪魔〜（ニーナ・モーガン〈カシア・スムトゥニアク〉[28]）
- 伝説の魔女（キム主任）
- 24:レガシー（ニラー）
- トランク（イ・ソヨン〈チョン・ユンハ〉[29]）
- ドリームランド 渚の四姉妹（クレア〈ギャビー・ベスト〉[30]）
- トレイター/TRAITOR 国を売った男（ユタ・ロース〈マリ・アベル〉[31]）
- ナチ・ハンターズ（ロッティ）
- ノンストップ・スリラー「暴走地区-ZOO-」（ミナコ、母親 他）
- 80日間世界一周 #9（エステラ〈ドリー・ウェルズ〉[32]）
- Pitch ピッチ 彼女のメジャーリーグ
- フーディーニ&ドイルの怪事件ファイル 〜謎解きの作法〜
- ブラックリスト
- ペリー・メイスン（デラ・ストリート〈ジュリエット・ライランス〉[33]）
- 弁護士ビリー・マクブライド（マーヴァ〈ジュリー・ブラスター〉）
- HOMELAND（スザンヌ）
- マペット大集合!（オーブリー・プラザ）
- マンハント（テレサ〈トリエステ・ケリー・ダン〉）
- メディア王 〜華麗なる一族〜（ラヴァ・ロイ〈ナタリー・ゴールド（英語版）〉、ネオミ・ピアース〈アナベル・デクスター＝ジョーンズ（英語版）〉）
- BOSCH/ボッシュ（エレノア・ウィッシュ〈サラ・クラーク〉）
- Uボート ザ・シリーズ 深海の狼（カーラ・モンロー〈リジー・キャプラン〉[34]）
- ラブ
- リトビネンコ暗殺（マリーナ・リトビネンコ〈マルガリータ・レヴィエヴァ〉[35]）
- 麗〜花萌ゆる8人の皇子たち〜（ウヒ〈ソヒョン〉）
- レジデント 型破りな天才研修医（キット・ヴォス〈ジェーン・リーヴス〉）
- レストオーバーズ（赤いシャツの女、ウェイトレス 他）
- 私はラブ・リーガル
  - シーズン5（キャシー）
  - シーズン6（エミリー）

#### アニメ
- サンダーバード ARE GO（機械音声）
- 絵文字の国のジーン（ジェイル・ブレイク）
- トイ・ストーリー4（アンディ・デイビス〈17歳〉、バイティ・ホワイト、ハーモニーのママ）
  - フォーキーのコレって何?（バイティ・ホワイト）
- ボージャック・ホースマン（ワンダ）
- ロイヤルコーギー レックスの大冒険（マーガレット[36]）

### ナレーション
- ジェイアール名古屋タカシマヤ（『アムール・デュ・ショコラ2016』）
- 猿払村PRムービー

### ボイスオーバー
- ネイキッド（リサ、トムの恋人）
- サッカー情熱紀行（パメラ・タホナール、イサベル・ブランコ、アンドレア・ポルタ）
- 地球ドラマチック「ポンペイ 石こう像の新事実」

### シリーズ一覧
1. ↑  第5期（2021年）、第7期（2024年）